# CIMAC
Comunicación e Información de la Mujer A.C., más conocida por sus siglas, CIMAC, es una asociación civil fundada en 1988 en México por un grupo de profesionales de la comunicación para generar y publicar información con perspectiva de género y sobre la situación de las mujeres además de hacer visible en el trabajo cotidiano periodístico los derechos humanos de las mujeres. Desde el área de agencias de noticias Cimacnoticias está especializada en derechos humanos y perspectiva de género, con sede en la Ciudad de México. Su primera directora fue la periodista mexicana Sara Lovera. Desde 2005 está dirigida por Lucía Lagunes Huerta.

## Historia
Fue fundada como asociación civil en 1988 por Isabel Barranco Lagunas, Patricia Camacho, Yoloxóchitl Casas Chousal, Elvira Hernández, Josefina Hernández, Isabel Inclán, Sara Lovera López, Paz Muñoz, Perla Oropeza, quienes planteraron como misión publicar información noticiosa sobre la condición social de las mujeres, asegurando la incorporación de la perspectiva de género y los derechos humanos de las mujeres.

## Áreas de trabajo
Cimac tiene varias áreas de trabajo: capacitación, redes y libertad de expresión, estrategias -área de consultoría a OSC, periodistas y especialistas de comunicación para incorporar perspectiva de género en medios de manera estratégica- y la agencia multimedia cimacnoticias con producción de texto, audio, video y fotografía. 
CIMAC realiza también el monitoreo de la situación de la infancia en México y es impulsora de la Agencia Mexicana de Noticias por los Derechos de la Infancia que ha publicado diversos informes, entre ellos el monitoreo de cinco periódicos de circulación nacional (El Sol de México, El Universal, La Jornada, Milenio, Reforma), acerca de la niñez y la adolescencia en México, en temas como Educación, Violencia, Abuso y Explotación Sexual, Salud Materna y Desigualdad de Género.
CIMAC también organiza y participa en foros, cursos y talleres para sensibilizar con perspectiva de género a periodistas e instituciones y monitoriza la situación de las mujeres periodistas en México.

### Cimacnoticias
Cimacnoticias produce y distribuye de manera solidaria la información generada por sus periodistas a través de sus listas de suscripción las cuales suman más de 5 mil personas que reciben los servicios informativos: diario y semanal. La información producida por la agencia es retomada en 260 medios en 28 entidades federativas y por 87 medios internacionales de 22 países.

## Premios y reconocimientos
En 2015 ganaron el concurso Género y Justicia en las categorías de documental con: “Ni una más”.

## Publicaciones
- Las alzadas (1997) Coordinación Sara Lovera y Nellys Palomo. CIMAC
- Hacia la construcción de un periodismo no sexista. CIMAC. (2009) Segunda edición 2011
- Informe diagnóstico sobre la violencia contra las mujeres periodistas . México 2010-2011 Archivado el 12 de febrero de 2018 en Wayback Machine.